# Calamus conirostris
Calamus conirostris är en enhjärtbladig växtart som beskrevs av Odoardo Beccari. Calamus conirostris ingår i släktet Calamus och familjen Arecaceae. Inga underarter finns listade i Catalogue of Life.